# Mauritia (continente)
Il Mauritia fu un microcontinente del periodo Precambriano che si separò dalla placca africana circa 60 milioni di anni fa, come fecero anche l'India ed il Madagascar. La prova dell'esistenza di questo microcontinente consiste nel ritrovamento di detriti di zirconio nelle rocce di Trachite, datata a 6 milioni di anni fa. L'analisi dei cristalli di zirconio fece risalire questo materiale ad una data compresa tra 1970 e 660 milioni di anni, datazione notevolmente maggiore di quella del basalto che costituisce le più vecchie formazioni dell'isola, che è di 8,9 milioni di anni. Le più accreditate ipotesi affermano che lo zirconio venne portato in superficie dalla sottostante crosta continentale sotto forma di frammenti trascinati come xenoliti aggregati nel basalto. Il microcontinente potrebbe essersi esteso su una superficie di 1500 Km, dalle Seychelles alle Mauritius, grossomodo parallelamente alla dorsale oceanica dell'Oceano Indiano. 